# 青岛西海岸通用机场
青岛西海岸通用机场是一座位於中华人民共和国山东省青岛市黄岛区红石崖街道的在建通用机场。机场选址位于通用航空产业园，地处洋河以南、胶州湾以西，距青岛市中心约27千米。由西海岸出口加工区内中俄直升机技术（青岛）有限公司为主体申请、建设并运营。
机场规划于2015年年初报批，12月获得批复。计划于2016年开工，将按3C类通用机场标准建设，满足米-171型直升机使用需求，计划用地约300亩，新建长300米、宽30米场坪1处，并配套建设飞行指挥、机库及必要的通信、导航等附属配套设施。机场建成后将纳入青岛市通用航空产业公共配套设施，主要用于直升机等航空器的测试、试飞及通航作业，并为全市应急救援、抢险救灾、城市消防等提供支撑和保障。